# 辻哲英
辻 哲英（つじ てつひで、1980年3月6日 - ）は、日本中央競馬会 (JRA) ・美浦トレーニングセンターに所属している調教師。元調教助手、元厩務員。

## 来歴
千葉県佐倉市出身。千葉県立佐倉高等学校から北里大学獣医学部に進学し、獣医師資格を取得。
2007年7月にJRA競馬学校厩務員課程に入学する。2008年1月に美浦・加藤和宏厩舎で厩務員から4月には調教厩務員になるも6月に厩務員に戻ると、7月には美浦・池上昌弘厩舎へ移籍し調教厩務員となる。10月には調教助手となる。2012年4月に美浦・大和田成厩舎へ移り調教助手となり、2013年7月に美浦・戸田博文厩舎に調教助手として移籍。2019年12月に2回目の受験で新規調教師免許試験に合格。
2021年3月に開業。3月13日中京6R・4歳以上1勝クラスにクイーンズテイストが初出走して13着。5月2日東京6R・3歳未勝利のヤマニンデンファレが延26頭目にして初勝利を挙げる。

## 調教師成績
|            | 日付          | 競馬場・開催  | 競走名           | 馬名               | 頭数 | 人気 | 着順 |
| ---------- | ------------- | ------------- | ---------------- | ------------------ | ---- | ---- | ---- |
| 初出走     | 2021年3月6日  | 1回阪神7日8R  | 4歳以上1勝クラス | クイーンズテイスト | 16頭 | 11   | 13着 |
| 初勝利     | 2021年5月2日  | 2回東京4日6R  | 3歳未勝利        | ヤマニンデンファレ | 18頭 | 3    | 1着  |
| 重賞初出走 | 2022年7月10日 | 2回福島4日11R | 七夕賞           | ヤマニンデンファレ | 16頭 | 5    | 8着  |
| 重賞初勝利 | 2025年3月29日 | 2回阪神1日11R | 毎日杯           | ファンダム         | 9頭  | 2    | 1着  |
| GI初出走   |               |               |                  |                    |      |      |      |
| GI初勝利   |               |               |                  |                    |      |      |      |

## 主な管理馬
- ファンダム（2025年毎日杯）
- イミグラントソング（2025年ニュージーランドトロフィー）

## エピソード
厩舎調教服の色彩はホワイトシルバーの地をピンクの襟元、袖口、ロゴが鮮やかに彩る。「コンセプトは僕の名前と出身地でした。辻を逆さに読むと“じつ”。転じてGII（笑い）。僕にとってGIは金、GIIは銀のイメージもあって、シルバーをベース色に選択しました。もちろん“銀”で満足ということはなく、一方のピンクは高みを目指そうという決意。佐倉の市章は桜の花形だし、桜は日本を象徴する花でもありますからね。いつかは日本を代表する馬を育てたい。そんな願いを込めてサクラ色も織り込みました」と語っている。